# Route nationale 90 (Luxemburg)
Die Nationalstraße 90, kurz N90, im Volksmund auch „Transversale de Clervaux“ genannt, soll nach Fertigstellung die N  mit der N  verbinden und dabei die Innenstadt von Clervaux vom Durchgangsverkehr entlasten.

## Vorgeschichte
In dem Strategiedokument „route2020.lu“ hatte die Administration des Ponts et Chaussées im Jahre 2007 festgestellt, dass die Industriezone Eselborn/Lenzweiler positiv zur Entwicklung der Region Ösling beiträgt, aber der Anschluss für den Verkehr aus Richtung Osten des Landes abends von der Achse Heinerscheid-Hosingen nicht günstig wäre und dass die einzige Straße für den Schwerverkehr die N 18 ist, die durch Clervaux führt. Ein Teil des Verkehrs geht auch über andere Straßen, die nicht für den Schwerlastverkehr geeignet sind. Um dem entgegenzuwirken, hat sie den Bau der Transversale de Clervaux vorgeschlagen.
Mit der Publikation des ministeriellen Beschlusses vom 18. Mai 2010 wurde eine Untersuchung gestartet, mittels derer herausgefunden werden sollte, welche Bodenbeschaffenheiten im Rahmen der geplanten Transversale zu erwarten sind. Die Ausführung der Remembrementsprozedur wurde im Februar 2011 gestartet.
Die Kosten für den Bau, die Anfangs auf 33 Millionen Euro geschätzt wurden, haben sich im Laufe der Zeit mehr als verdoppelt. Per Gesetz vom 7. September 2018 bekam die Regierung die Erlaubnis die Transversale mit einem Budget von 73 Millionen Euro bauen lassen zu können.
Anfang 2023 sollte die neue Straßenverbindung fertiggestellt sein; jedoch konnte nur ein erster Teil am 10. Juni 2022 in Betrieb genommen werden.

## Streckenverlauf
Die N90 hat eine Länge von 3,7 km und ermöglicht einen erheblich verbesserten Zugang zum Industriegebiet Eselborn-Lentzweiler und gleichzeitig eine Entlastung der N18 in den Ortsdurchfahrten von Clervaux und Marnach an der N  durch Ulflingen.
Sie besteht aus zwei Teilabschnitten:
- N7 - CR340 Der Anfang der Transversale ist der Kreisverkehr an der N , nördlich Marnach. Der Kreisverkehr hat einen Durchmesser von rund 90 m und wurde zwischen August 2014 und April 2016 fertiggestellt. Die Aus- und Einfahrten in die Transversale wurden zusammen mit diesen Arbeiten auf einer Länge von rund 60 m gleich mitgebaut. Von der N  aus verläuft die Straße mäanderartig in Richtung Nordwesten entlang des Weifeschdellchen und dann über den Irbich-Viadukt um Flouer bei Lintgen auf einen zweiten Kreisverkehr zu stoßen, von dem aus es über die CR 339 in Richtung Norden nach Urspelt und in Richtung Süden über die CR 340 nach Reuler geht. Dieser Teil vom rund 1,9 km ist zweispurig ausgebaut worden und sollte ursprünglich bis Ende 2021 fertiggestellt sein; die Inbetriebnahme ist aber erst im Frühjahr 2022 erfolgt, und schlussendlich wurde der Teilabschnitt offiziell am 10. Juni 2022 eingeweiht[5].
- CR340 - N18 Der Kreisverkehr bei der CR 340 / CR 340, der seit Mitte 2021 für den Verkehr nutzbar ist, wurde rund 10 Meter tiefer als das umgebende Terrain gelegt, damit die Straße von Clervaux bergab nicht ein zu hohes Gefälle aufweist. Die Transversale verläuft dann in Richtung Südwesten, rund 100 m nördlich von der früheren CR 339 entfernt, bis sie knapp 430 m weiter provisorisch in dieselbe (Route d'Urspelt) übergeht. Der Rest der Strecke ist noch im Bau befindlich, wird künftig durch den Reulerbrouch, über eine Brücke (55 m Länge) und über den Olegrëndchen mittels einer zweiten Brücke (155 m Länge) über das Tal der Klerf führen. Sie kommt dann aus einem neuen Kreisverkehr nördlich von Clervaux, auf Höhe der Kreuzung N18 mit der CR 334 heraus. Dieser Teilabschnitt CR 340 - N  mit ungefähr 1,8 km Länge wurde dreispurig ausgelegt.

## Bildergalerie

Es bleibt noch etliches zu tun, bis die Straße ganz fertiggestellt ist…
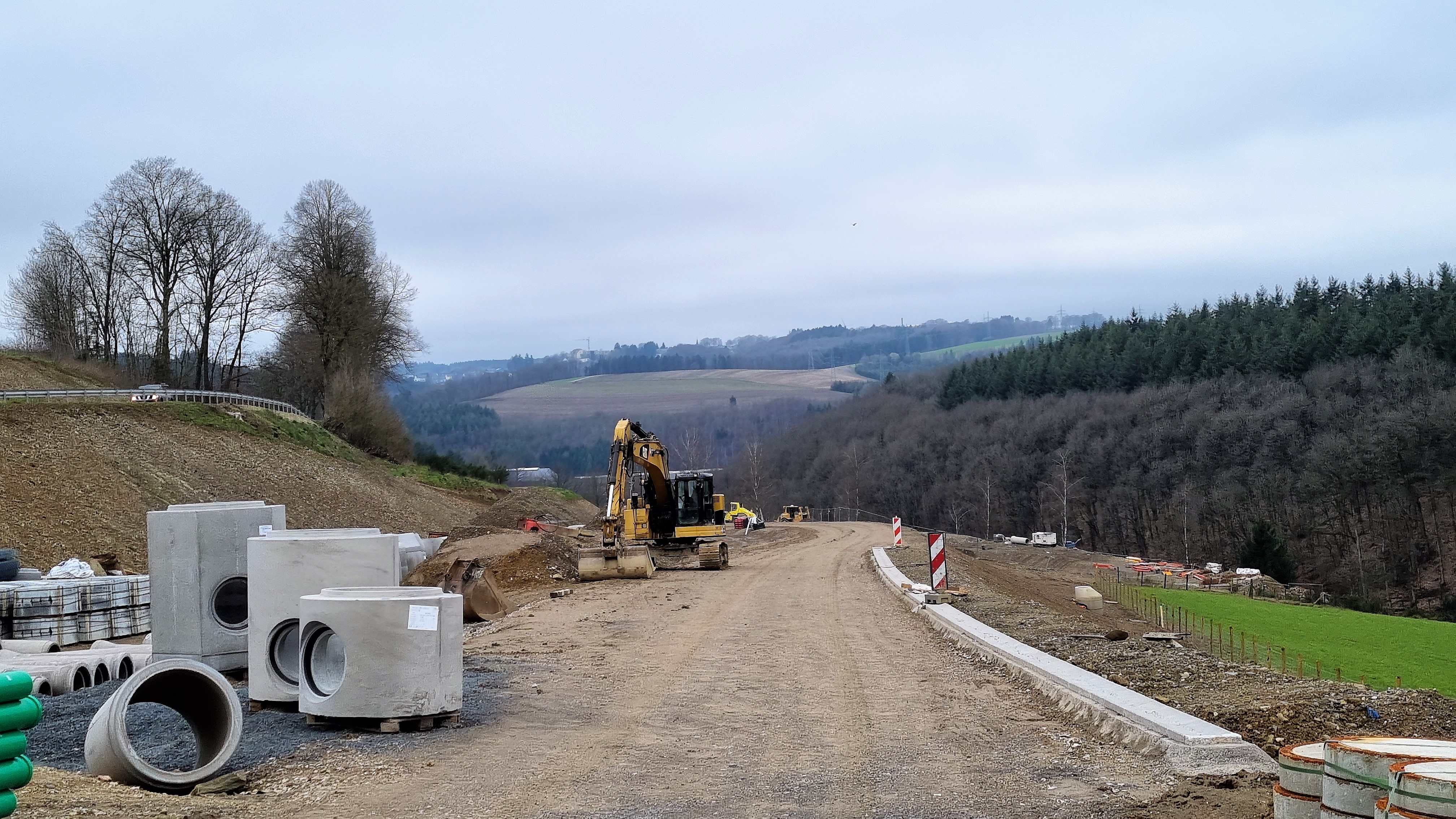
Erste Arbeiten im Abschnitt CR340 - N18.
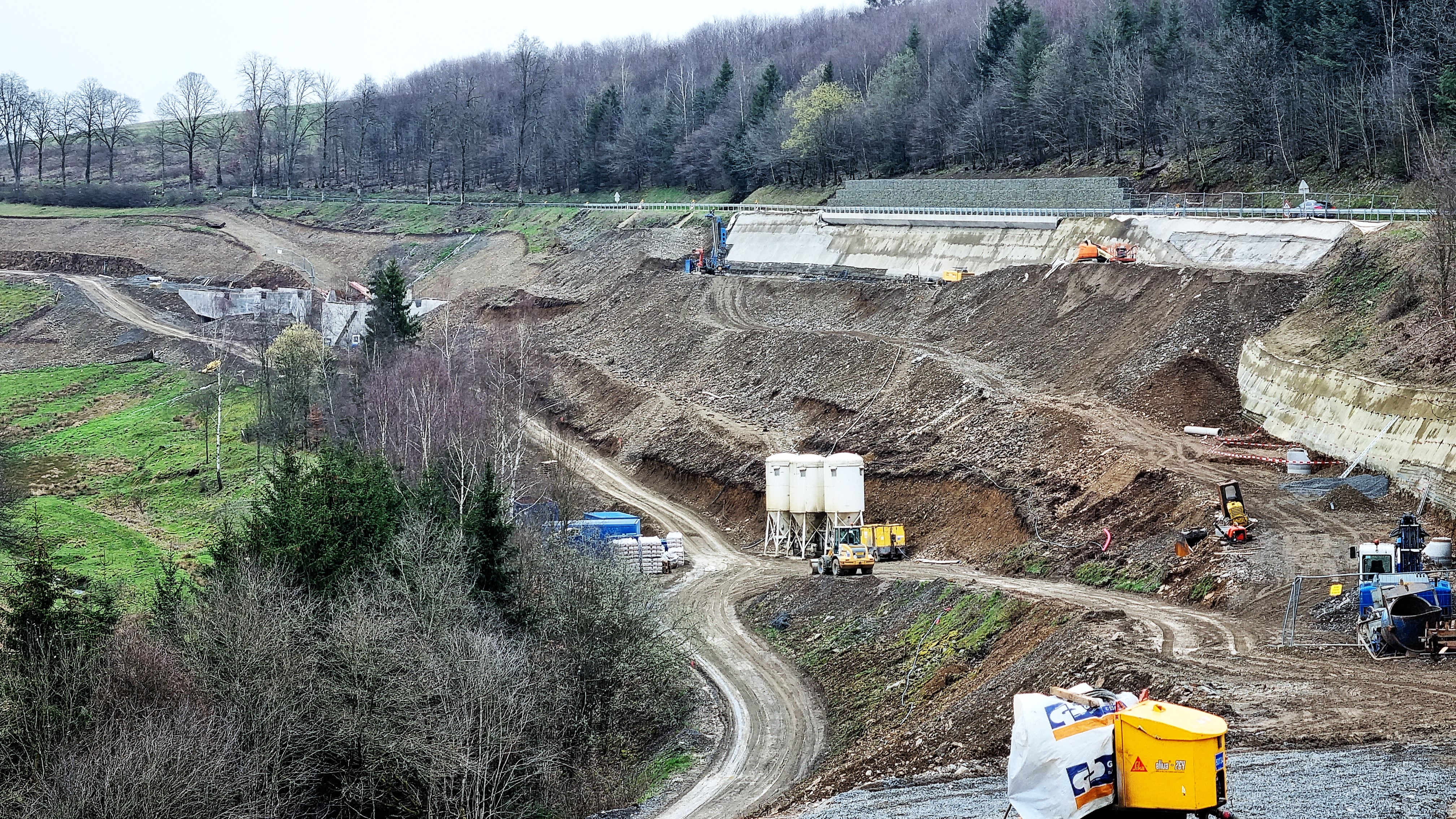
Baustelle im Abschnitt CR340-N18
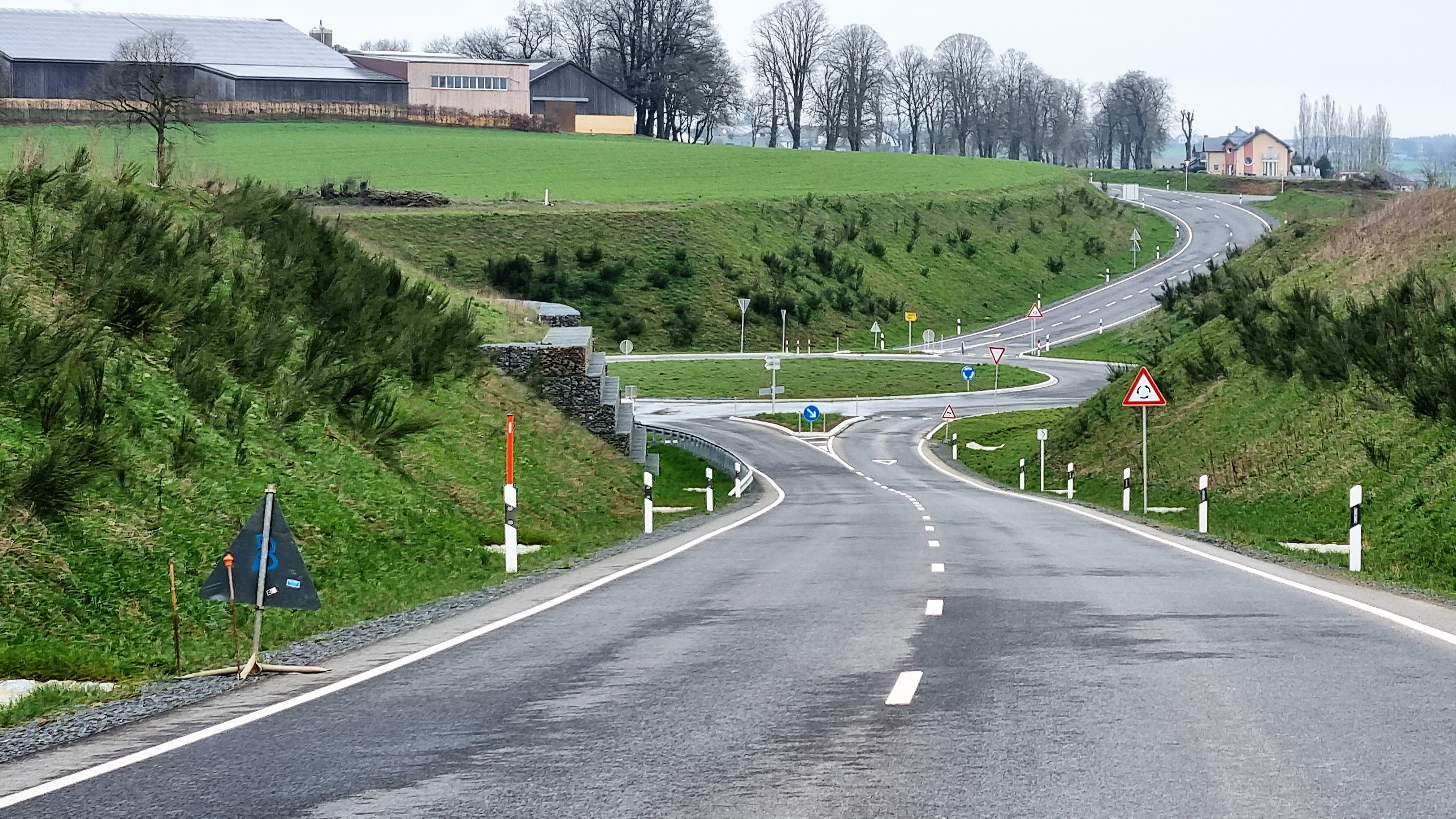
Neuer Kreisverkehr der N90 bei Clervaux